# 李從正 (蔚州舉人)
李從正（？—？），字時中，山西蔚州人，民籍，明朝政治人物。

## 生平
成化二十二年（1486年）丙午科山西鄉試舉人。官户部司务，迁员外郎，改礼部，寻擢主客司郎中。正德六年（1511年）任江西九江府知府，在郡三年，以老乞休，进江西右参政致仕。嘉靖初卒。李梦阳有《送太守李君进参政致仕序》。

## 家族
原为灵丘人，後徙居蔚州。父李琇，青州倉大使。子李逢春，正德二年丁卯科舉人。